# Lamprobyrrhulus nitidus
Lamprobyrrhulus nitidus is een keversoort uit de familie pilkevers (Byrrhidae). De wetenschappelijke naam van de soort is voor het eerst geldig gepubliceerd in 1783 door Schaller.